# E-uprava
E-uprava je kratica za elektronsko upravo. Izraz se po navadi uporablja kot digitalna uprava ali spletna uprava. Sam pojem je v širšem smislu proces, ki olajša komunikacije, informacije in transakcije med notranjimi državnimi institucijami. E-uprava istočasno zajema proces, ki predvsem olajša komunikacije, informacije in transakcije med državnimi institucijami, državljani in podjetji ter odpira možnosti za poslovanje znotraj v upravi (zaposleni) in navzven (uporabniki).
Elektronsko poslovanje in javna uprava sta pojma, ki določata pojem elektronska uprava, katere bistvo je da se storitev javne uprave čim bolj približa ljudem (storitve 24 ur na dan, 7 dni na teden, 365 dni na leto). Skupaj z razvojem računalnika in interneta se je počasi začela razvijati tudi e-uprava, katere podlaga za nastanek je nastajala 40 let. Razvoj e-uprave je šel skozi tri razvojna obdobja:
- obdobje avtomatizacije (1970-1990),
- obdobje informatizacije (1990-2000) in
- obdobje e-uprave (2000-danes).

## Definicije e-uprave
E-uprava niti v mednarodni niti v slovenski rabi ni enotno definirana. Je relativno nov pojem, uporabljen od konca devetdesetih let prejšnjega stoletja, ki se razvija in spreminja v času s samim razvojem e-uprave, označuje pa vključenost organizacijske, pravne in procesne podlage. Definicije e-uprave se razlikujejo predvsem v sami širini razumevanja samega pojma ter v tem, kako avtorji sami vidijo e-upravo. Gre za uporabo informacijske in komunikacijske tehnologije ter elektronskega poslovanja za izvajanje upravnih poslovnih procesov. 
Mirko Vintar definira e-upravo kot upravo, katere celotno delovanje temelji na uporabi elektronskih dokumentov, e-poslovanja in interneta v njenem notranjem in poslovanju navzven, uvajanju novih sistemskih in organizacijskih rešitev ter novih modelov upravljanja.  Torej gre za poslovanje brez papirja z intenzivno uporabo interneta ter poudarek je na storitvah.
Evropska komisija nadalje razlaga, da je e-uprava uporaba informacijskih in komunikacijskih tehnologij v javni upravi, skupaj z organizacijskimi spremembami in novimi spretnostmi, da bi se izboljšale javne storitve in demokratični procesi ter povečala podpora javnim politikam. 
Marin Silič obravnava v SEP-2004 e-upravo mnogo širše. V ožjem smislu gre za nabor upravnih storitev za civilne in pravne osebe, vezanih na informacijsko tehnologijo. Širše pa je uprava javna uprava kot združba, ki v svoje utečeno poslovanje načrtno vključuje načela e-poslovanja in izboljšanje učinkovitosti storitev preko informacijsko podprte javne uprave, infrastrukture, elektronskega poslovanja, sodelovanja z delavci z znanjem in sodobno tehnično industrijo ter višanja življenjskega standarda.  Medtem ko je v strateškem dokumentu Strategija e-uprave RS (SEP-2010), e-uprava opredeljena kot oblika izvajanja poslovnih procesov v organih javne uprave, ki temelji na uporabi sodobne informacijsko-komunikacijske tehnologije in je usmerjena h končnim uporabnikom (državljani, poslovni subjekti, zaposleni v javni upravi). Njen namen je dosegati večjo razpoložljivost, preglednost in kakovost storitev za uporabnike ter boljšo notranjo učinkovitost dela. 
Podobno opredelitev so navedli Aleš Groznik, Peter Trkman in Jaka Lindič, ki pravijo da e-upravo razumemo kot uvajanje uporabe sodobne tehnologije in elektronskega poslovanja v upravi, ki se kaže znotraj uprave med upravnimi organi, navzven z občinami, podjetji in drugimi organizacijami. Vse to ima namen izboljšati upravne storitve, kar prinaša korist državljanom, partnerjem in zaposlenim. 

## Tipi e-uprave
Tipi e-uprave potekajo med upravo, občani, zaposlene, organizacije, podjetja in druge nevladne in neprofitne organizacije. Relacije na katerih se razvijajo upravne storitve so: 
- G2C (C2G) (Government to Citizens)je kratica za poslovanje med upravo in občani, s katero se občani tudi največkrat srečujejo in katera jim je tudi najbolj blizu. Uprava nudi občanom čim več kvalitetnih javnih storitev ter informacij na spletu. Poleg tega jim omogoča bolj učinkovito in lažje medsebojno sodelovanje.
- G2B (B2G) (Government to Business) je kratica za poslovanje med upravo in gospodarstvom (podjetji in ostalimi organizacijami), ki je zgrajen iz elektronskih interakcij med upravo in podjetji in omogoča e-transakcijske pobude, kot so e-javna naročila, razvoj spletnih trgov in spodbuja spletne izmenjave informacij in blaga. [6] Uprava mora zagotoviti podjetjem varno poslovanje z državo ter hitrejši in lažji nabor storitev. Razvoj gre tukaj v tej smeri da podjetja z elektronskim poslovanjem z upravo poenostavijo svoje delovne procese ter pomembna je sama izmenjava podatkov med podjetji in upravo.
- G2E (Government to Employees) je kratica za poslovanje med upravo in njenimi zaposlenimi, pri kateri gre razvoj v tej smeri, da bi uprava nudila svojimi zaposlenimi elektronsko notranjo komunikacijo in odprav papirnatega poslovanja.
- G2G (Government to Government) je kratica za poslovanje med posameznimi organi uprave, kjer je bistveno da organi znotraj uprave komunicirajo in sodelujejo med seboj elektronsko. Na tak način ima uprava vpliv na uspešnost in učinkovitost procesov.
- G2N (N2G) (Government to NonProfit) je kratica za poslovanje med upravo in nevladnimi oziroma neprofitnimi organizacijami, katero vključuje predvsem izmenjavo organizacij med upravo in neprofitnimi organizacijami.

## Normativni akti
Od začetka 1990 poteka v najbolj razvitih državah po svetu strateško načrtovanje razvoja e-uprave. V Sloveniji se je razvoj e-uprave začel s sprejetjem zakona o elektronskem poslovanju in elektronskem podpisu (ZEPEP), ki predstavlja temelj za razvoj e-uprave v Sloveniji ter ureja normativno podlago na področju delovanja e-uprave. Leta 2001 je bil sprejet prvi strateški dokument Strategija e-poslovanja v javni upravi RS za obdobje od leta 2001 do 2004 (SEP-2004), ki ga je izdal Center Vlade RS za informatiko, v katerem so bili predstavljeni projekti, naloge, aktivnosti, ki naj bi pomagali javni upravi vstopiti v e-poslovanje. Cilj SEP-2004 je bil da bi dosegli da bi večino upravnih storitev opravljali preko spleta, kar se na koncu ni uresničilo, zaradi slabo zastavljenih in opredeljenih ciljev in samega izvajanja nalog. Aprila 2001 je bil predstavljen prvi državni portal RS za ponudbo storitev uprave, kjer je bilo vse čim bolj centralizirano na enem mestu. V istem letu je prišlo do sprememb ključnih zakonov, to so Zakon o varstvu osebnih podatkov (ZVOP-1), Zakon o splošnem upravnem postopku (ZUP) ter Nova uredba o pisarniškem poslovanju. Leta 2002 je vlada sprejela Akcijski načrt e-uprave do leta 2004 za izvajanje strategije. Leto kasneje je bil sprejet Zakon o dostopu do informacij javnega značaja (ZDIJZ), ki je omogočal dostop do informacij javnega značaja in vpogled v državne organe, organe lokalnih skupnosti, javne agencije, javne sklade in druge osebe javnega prava, nosilce javnih pooblastil in izvajalce javnih služb. Istega leta je bil prenovljen državni portal RS za ponudbo storitev uprave (E-uprava) preko katerega so imeli dostop do svojih osebnih podatkov v Centralnem registru prebivalstva samo imetniki digitalnega potrdila SIGEN-CA in SIGOV-CA. Marca 2003 je začel delovati enotni portal upravnih enot, katerega namen je bil olajšati državljanom zamudna opravila na upravnih enotah. Z vidika zakonske podlage je bilo leto 2004 pomembno zato, ker je prišlo v Zakonu o splošnem upravnem postopku do dokončne vgraditve e-poslovanja, saj zakon dovoljuje elektronske vloge državljanov, hranjene elektronskega gradiva in izdajanje elektronskih odločb. Leta 2006 je Vlada sprejela e-uprave Republike Slovenije za obdobje 2006 do 2010, za izvajanje strategije ter Akcijski načrt e-uprave do leta 2010. 
Za nadaljnji razvoj e-uprave sta pripomogla tudi  Strategija razvoja e-poslovanja ter izmenjave podatkov iz uradnih evidenc (SREP), ki je bila sprejeta leta 2009, ter leto kasneje sprejeti Akcijski načrt e-uprave do leta 2010. Ker se e-uprava še naprej razvija, je za nadaljnji razvoj le te, potrebno upoštevati predloge in potrebe uporabnikov e-uprave ter poskrbeti za njihovo zadovoljstvo, samo kakovost in dostopnost storitev.

## Razlogi za razvoj
Razvoj interneta je pripomogel k samemu razvoju e-uprave. S pomočjo interneta lahko uprava ponudi podjetjem in državljanom storitve preko spleta (uporaba na daljavo), e-demokracijo (dimenziji e-demokracije sta e-participacija in e-volitve), hitrejše in enostavno poslovanje v upravi in v gospodarstvu ter med drugim jim tudi omogoča enostavnejši in hitrejši dostop do želenih informacij in storitev.
Med ključne razloge za razvoj e-uprave štejemo:
- soodvisnost med gospodarstvom in upravo,
- večja transparentnost in boljša odprtost uprave za uporabnike,
- učinkovitejša dostopnost do želenih informacij in storitev vse na enem mestu (365*24, "dostava na dom", hitreje, boljše),
- bolj učinkovita komunikacija in sodelovanje med upravo in občani (hitrejše izvajanje procesov),
- orodje za podporo reformnim prizadevanjem upravnih sistemov.

### Družbeni in tehnološki dejavniki
Ti dejavniki so sledeči:
- razvoj in uporaba interneta,
- tehnološka opremljenost ponudnikov in uporabnikov e-storitev,
- razvitost komunikacij (broadband povezave) in
- E-Readiness je kompozitni index razvitosti okolja za nove tehnologije, ki ga meri The Economist, oziroma drugače rečeno je svetovna lestvica glede razvitosti okolja e-poslovanja.

### Stopnje razvoja e-uprave:
Razvoj e-uprave začne najprej s prvo stopnjo in sicer z informacijami, katere se v kasnejših stopnjah nadgrajujejo in vključujejo v sistem e-uprave, ter so na začetku nedostopne na spletu. Naslednja stopnja pri razvoju je enosmerna interakcija, kjer so na razpolago zgolj prenosljive datoteke na spletni strani, ter na kateri zgolj najdemo določene informacije. Tretja stopnja je nadgradnja do takšnega obsega, da je lahko interakcija dvosmerna in sicer na spletni strani lahko najdemo tudi elektronske obrazce, katere izpolnjuje uporabnik, vendar samo obrazci niso zadostni za dokončanje uradnega postopka. Naslednja stopnja pa že preide v popolni formalni postopek, ki poteka zgolj preko spleta, ter dodatna urejanja dokumentacije s strani vlagatelja niso več potrebna. Zadnja stopnja pa zadeva še dodatno personalno prilagoditev celotnega postopka. 

## Prednosti e-uprave

### Prednosti za občane
- možnost dostopa do storitev in pridobitev informacij iz enega mesta na različne načine,
- možnost dostopa do storitev in informacij 24 ur na dan,
- večja prilagojenost in kakovost storitev ter večjo zadovoljstvo in vključevanje uporabnikov v oblikovanje storitev in same izboljšave,
- prihranek časa, denarja ter hitrejše reševanje zadev.[7]

### Prednosti za upravo
- možnost do pregleda uprave in s tem preprečevanja korupcije,
- višja točnost, kakovost in vestnost storitev,
- prihaja do manjših napak in manjšega podvajanja dela med oddelki,
- nižji stroški zaposlenih in administracije,
- hitrejše storitve za uporabnike. [8]

## Slabosti e-uprave
- prihaja do kršitve zasebnih podatkov in pomanjkljivega varovanja osebnih podatkov,
- višja možnost izkoriščanja slabe varnosti podatkov,
- nezaupanje uporabnikov v elektronsko poslovanje,
- neosebni pristop izvajanja storitev (na daljavo)
- problem digitalne ločnice, tako z vidika znanja, npr. nizka računalniška pismenost (pri starejših), kot opremljenosti, npr. nedostopnost do Interneta pri revnejših slojih,
- prihaja do številnih napak in zamud zaradi vpeljevanja informacijske in komunikacijske tehnologije,
- odsotnost razumevanja e-poslovanja s strani državljanov in podjetij.[9]

## Institucije e-uprave
Slovenija je leta 2003, natančneje januarja, ustanovila institucijo na državni ravni Center Vlade RS za informatiko (1993-1994), ki je skrbel za razvoj informacijske tehnološke infrastrukture, pripravo vseh strateških dokumentov ter za vodenje in izvajanje večine vladnih informacijskih projektov. Glavne naloge Centra Vlade RS za informatiko (CVI) so bile opredeljene v 2. členu Sklepa o organizaciji in delovnem področju Centra Vlade RS za informatiko, ki so se nanašale predvsem na pripravo in spremljanje izvajanja strategije elektronskega poslovanja javne uprave Republike Slovenije, na izdelavo strateških planov skupnih funkcij uprave, na pripravo, izdelavo in realizacijo usklajenega skupnega letnega načrta informatizacije, ipd. 
Organ, ki je skrbel za usmerjanje razvoja informacijske družbe v Republiki Sloveniji je bil za informacijsko družbo (2000-2004). Naloge Ministrstva za informacijsko družbo so bile da se omogoči državljanom enakopraven dostop do informacijskih tehnologij in storitev, spodbuja e-poslovanje v upravi, spodbuja in omogoči čim večji obseg upravnih in drugih javnih storitev preko e-poslovanja, spodbuja izobraževanje in usposabljanje za informacijsko družbo, da se izvajajo upravni postopki v skladu z zakoni, ipd. 
Ker je prišlo do ukinitve zgornjih dveh organov, je nastal novi organ na MJU - Direktorat za upravne procese in e-upravo (2004-danes), ki je prevzel del funkcij nekdanjega organa Centra Vlade RS za informatiko. Kasneje je prišlo do spremembe imena organa, ki se danes imenuje Ministrstvo za javno upravo - Direktorat za e-upravo in upravne procese. Nekatere izmed nalog direktorata na področjih so da vodi in koordinira strategijo razvoja e-poslovanja v javni upravi in pripravlja ter izvaja akcijski načrt, spremlja svetovni razvoj informacijske infrastrukture in pripravlja usmeritev in standarde iz svojega področja delo, zagotavlja prenovo upravnih procesov in pospešen razvoj e-uprave s ciljem približevanja storitev državljanom in gospodarstvu, ipd.

## Storitve e-uprave
- eVŠ - v letu 2012 je Ministrstvo za šolstvo znanost in šport razvilo portal z imenom eVŠ(elektronsko visoko šolstvo) z namenom bolj učinkovitega upravljanja, nadzora in prijave na Slovenske visokošolske zavode, z namenom uporabe s strani visokošolskih zavodov/ustanov in potencialnih kandidatov za prijavo na vpis v te institucije. Glavni povod za vzpostavitev portala so bili velika prepoznavnost Slovenskih visokošolskih zavodov v tujini in s tem povečan vpis na Slovenske zavode in poenostaviti proces vpisa ter administracije za študente, ki v Sloveniji želijo študirati kot redni ali izredni študentje. Sistem je prinesel veliko prednosti in izboljšav, več na strani univerz, vendar tudi za bodoče študente. Kandidati lahko profil ustvarijo z imenom in geslom ali s pomočjo digitalne identitete, ki jo lahko dobijo na upravnih enotah. Program nato avtomatsko sestavi obrazec za prijavo, potrebo je le vnesti podatke o šolanju za tuje študente, domačim tega ni potrebno narediti. Zavodom to omogoči lažje koordiniranje prijav in sestavljanje lestvic prijavljenih, kot tudi vse ukrepe v primeru nesprejetja na želeno visokošolsko ustanovo. Sistem sam preveri kriterije za vpis. Po izpolnitvi obrazca ga je še vedno treba podpisati in fizično poslati na prijavno službo fakultete. Z e-identiteto ta postopek ni potreben. Možen je tudi premik mest po lestvici zaželenosti, dokler se ne izteče rok za prijavo. Visokošolskim zavodom program prinaša vse podatke, EMŠO, rezultate mature in šolskega uspeha. Glavna težava/pomanjkljivost sistema je, da je v celoti na voljo samo v Slovenskem jeziku, delno sicer tudi v Angleščini.[10]
- Portal e-Uprava – je orodje za vse uporabnike, ki bi želeli pridobiti znanje o Sloveniji ter informacije o javni upravi ter zasebnem sektorju. Portal omogoča uporabo različnih informacijskih ter elektronskih storitev z vidnimi rezultati, ki spodbujajo nadaljnje delo na tem področju.
- Portal e-SJU (»elektronske storitve javne uprave«) – cilj portala je omogočili čim večje število upravnih obrazcev v elektronski obliki.
- Portal SPOT – namenjen je poslovanju med upravo ter gospodarstvom (podjetji in ostalimi organizacijami) ter med upravo ter občani. Ustanovljen je bil leta 2005 z namenom pomoči samostojnim podjetnikom pri zagotavljanju zahtevanih davčnih podatkov na spletu. Portal je prejel mednarodno priznanje na podelitvi nagrad Združenih narodov za javne službe leta 2007 ter se je uvrstil na drugo mesto med aplikacijami drugih evropskih držav.